# Ekfidonia bieti
Ekfidonia bieti là một loài bướm đêm trong họ Geometridae.